# Гатсон Чарльз
Гатсон Чарльз (англ. Hutson Charles; нар. 16 вересня 1965) — тринідадський футболіст і футбольний тренер.

## Біографія
Всю свою спортивну кар'єру Чарльз провів у клубі «Дефенс Форс». В ньому він виступав на позиції півзахисника. У складі клубу гравець ставав чемпіоном і володарем кубка країни.
Виступав за збірну Тринідаду і Тобаго на Золотому Кубку КОНКАКАФ в 1991 році, а також двічі ставав переможцем Карибського кубка у 1992 і 1994 році.
Після закінчення кар'єри, Гатсон Чарльз працював тренером. У 2012—2013 роках разом з Джамалем Шабаззом він очолював збірну Тринідаду і Тобаго.

## Титули і досягнення
- Чемпіон КФУ: 1988
- Бронзовий призер Чемпіонату націй КОНКАКАФ: 1989
- Переможець Карибського кубка: 1992, 1994